# 西田育弘 (DJ)
西田 育弘（にしだ いくひろ、1980年8月11日 - ）は、滋賀県出身のタレント。ともだち所属。大津市立堅田小学校、滋賀県立石山高等学校卒業。

## 担当

### 現在
- 「ゲツ→キン」(eo光テレビ 金曜16:00 - 17:00, 2016年7月8日 - ）金曜MC
- 日本プロバスケットボールリーグ・滋賀レイクスターズのスタジアムDJ
- 日本女子サッカーリーグ・INAC神戸レオネッサのスタジアムDJ
- 高鷲SP
- 「ケーブルニュースあかし」明石ケーブルテレビ火曜日担当
- 「エキスタ集まれ」J:COM
- 「MOVING FILE」（月曜・火曜18:00 - 19:00, 2020年4月 -, α-STATION)
- ニュース滋賀いろ（水曜日17:00 びわ湖放送）
- ぴよぴよラジオ/ひよこで踊るラジオ

### 過去
- 「みんなの船釣り」（釣りビジョン）
- 「spice-e」（e-radio）
- 「Be Fresh！」（エフエムキタ）
- 「Friday Atomic Radio」（エフエムあまがさき）
- 「STARDUST PARADE」（金曜22:00 - 24:00, 2009年4月3日 - 2012年3月30日, α-STATION）
- 「α-KYOTO CONTENTS FILE」（金曜21:00 - 23:00, 2012年4月6日 - 2013年3月29日, α-STATION）
  - 放送開始 - 2012年5月11日までは伊藤みくと、5月18日 - 2013年3月までは前田彩名とパートナーを組む。
- 「α-MORNING KYOTO ANNEX」（月 - 木曜10:00 - 11:00, 2013年4月1日 - 2015年3月31日, α-STATION）
- 「SPURT! FRIDAY」（金曜10:00 - 16:00, 2015年4月3日 -？ , α-STATION）
- 「LIFT」（月曜・火曜19:00 - 21:00, 2016年4月 -2020年3月, α-STATION)